# D. B. Woodside

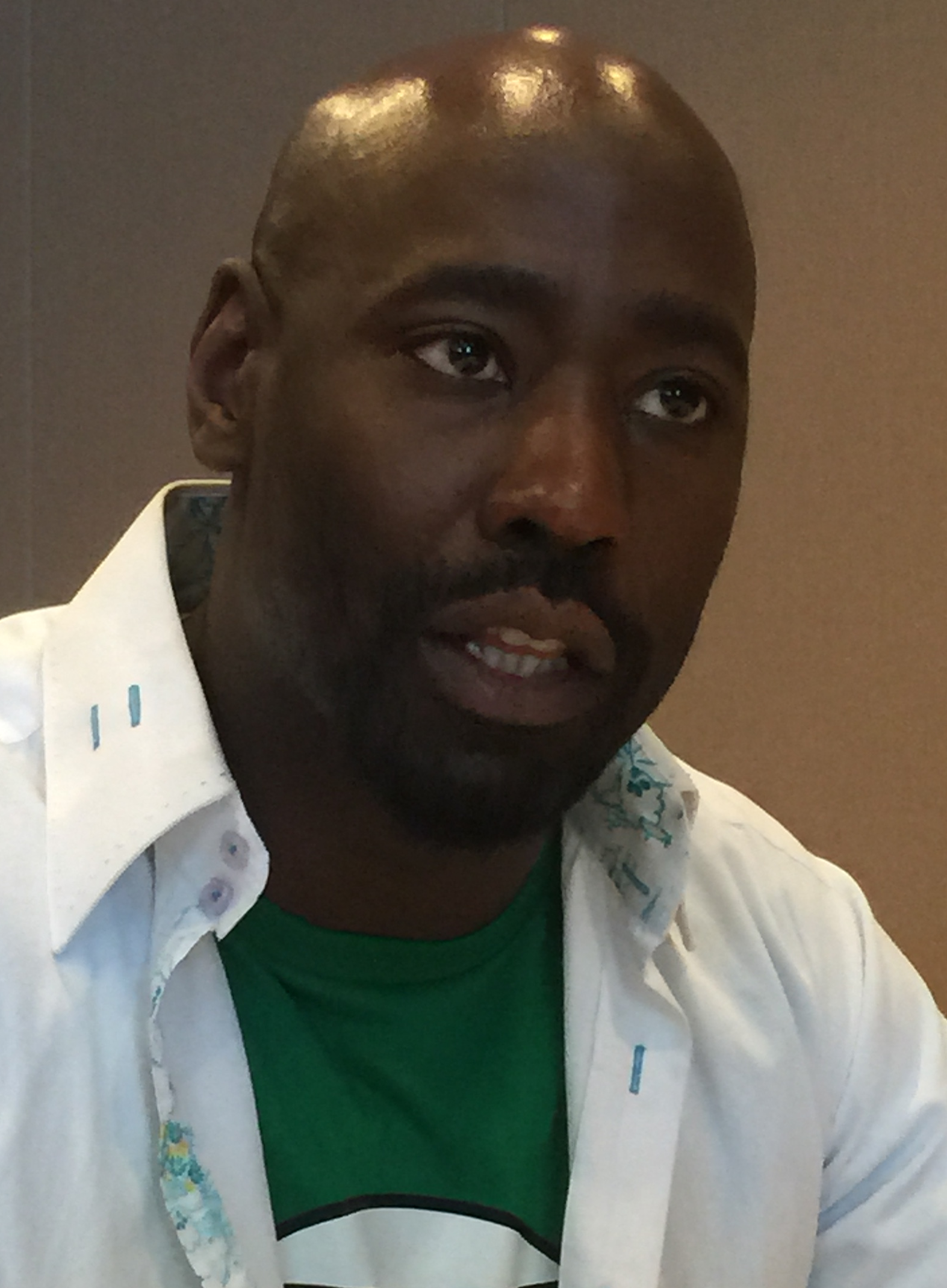
Woodside em 2015

David Bryan Woodside (Nova Iorque, 25 de julho de 1969), mais conhecido como D. B. Woodside, é um ator estadunidense. É conhecido por ter interpretado um dos protagonistas da série de televisão Lucifer, no papel do anjo caído Amenadiel., e também por ter interpretado o presidente Wayne Palmer na série 24 Horas.